# Acacia latescens
Acacia latescens é uma espécie de leguminosa do gênero Acacia, pertencente à família Fabaceae.